# Kostadinka Radkova
Kostadinka Radkova (nacida el 25 de febrero de 1962 en Sofía) es una exjugadora de baloncesto búlgara. Consiguió 4 medallas en competiciones oficiales con Bulgaria.